# 器具
器具是定義為一種簡單的工具，通常是指沒有可動部件的單一體成型工具，或是由兩三件小零件組合而成，可以用手持操作，通常也是無動力來源或高科技成分，完全依靠手動或簡易的槓桿原理、機械原理來操作。
器具也可以指小工具，例如有特定功能的机器，但通常被認為是新奇的，在電腦界引申為操作系统或網站裡面的附加功能。